# Reprezentacja Bułgarii w piłce nożnej w eliminacjach do Mistrzostw Świata 2010
Dla reprezentacji Bułgarii w piłce nożnej udział w eliminacjach do mundialu 2010 był czternastą próbą awansu do mistrzostw świata. Do tej pory zakwalifikowała się siedmiokrotnie, a największy sukces odniosła w 1994 roku, kiedy zawodnicy prowadzeni przez Dimityra Penewa dotarli do półfinału turnieju. Ostatni raz na turnieju o Puchar Świata Bułgaria grała w 1998 roku.
W kwalifikacjach, trwających od września 2008 roku do października 2009, rywalami Bułgarów byli Włosi, Irlandczycy, Czarnogórcy, Gruzini i Cypryjczycy. Ostatecznie, reprezentacja, którą w eliminacjach prowadzili Płamen Markow oraz Stanimir Stoiłow, zajęła trzecie miejsce w grupie i nie awansowała na mistrzostwa. Została wyprzedzona przez drużyny narodowe Włoch i Irlandii.

## Rywale
| Drużyna    | Miejsce w Rankingu FIFA[1][2] | Mundial 2006 | Euro 2008      | Trener-Selekcjoner           |
| ---------- | ----------------------------- | ------------ | -------------- | ---------------------------- |
| Włochy     | 2.                            | 1. miejsce   | ćwierćfinał    | Marcello Lippi od 2008       |
| Bułgaria   | 16.                           | brak awansu  | brak awansu    | Płamen Markow od 2008        |
| Irlandia   | 38.                           | brak awansu  | brak awansu    | Giovanni Trapattoni od 2008  |
| Cypr       | 65.                           | brak awansu  | brak awansu    | Angelos Anastasiadis od 2004 |
| Gruzja     | 77.                           | brak awansu  | brak awansu    | Héctor Cúper od 2008         |
| Czarnogóra | 136.                          | nie istniała | nie startowała | Zoran Filipović od 2007      |

## Rok 2008

### Przygotowania
Nowy selekcjoner Płamen Markow nie rozpoczął swojej kadencji od rewolucji kadrowej. Wprawdzie wśród powołanych na lutowy mecz z Irlandią Północną zabrakło graczy, którzy w przerwie zimowej opuścili Lewski Sofia i występowali w drużynie narodowej w poprzednich eliminacjach (Elin Topuzakow, Christo Jowow i Dimityr Tełkijski), ale wszyscy trzej mieli w ostatnim czasie kłopoty z wywalczeniem miejsca w pierwszej jedenastce mistrza Bułgarii, a jeden z nich (Topuzakow) nie grał w reprezentacji od ponad roku. Markow zrezygnował także z usług 34-letniego Radostina Kisziszewa, który w czasie jego pierwszej selekcjonerskiej kadencji kilka miesięcy przed Euro 2004 odmówił wyjazdu na ten turniej. Nie licząc więc tych kilku drobnych korekt szkielet zespołu pozostał właściwie nie zmieniony (nieobecności Stilijana Petrowa i Walerego Bożinowa spowodowane były kontuzjami). Nowy trener dał za to szansę kilku nowym graczom, pomijanym przez poprzedników. W kadrze na spotkanie z Irlandczykami z Ulsteru znaleźli się nieobecni w reprezentacji od lat obrońca Michaił Wenkow (Liteks Łowecz; ostatni mecz w 2005 roku) i napastnik Dimityr Rangełow (Energie Cottbus; 2004), a nawet 32-letni debiutant Todor Janczew z CSKA Sofia.
Po 4-4-2 Stanimira Stoiłowa i 4-3-3 Dimityra Penewa nadszedł czas na 4-5-1 Płamena Markowa. Chociaż w pierwszej jedenastce zagrało dwu nominalnych napastników (Berbatow i Łazarow), to nowy selekcjoner zmienił ustawienie i w ataku wystawił tylko jednego z nich (Łazarow wystąpił jako ofensywny pomocnik). W pierwszym meczu nowej kadencji selekcjonera jego podopieczni wygrali 1:0, mimo niesprzyjających warunków pogodowych (przez całe spotkanie padał deszcz), a strzelcem jedynego gola był cofnięty do drugiej linii Martin Petrow. Dzięki jego bramce Irlandczycy ponieśli pierwszą od osiemnastu miesięcy porażkę na swoim stadionie.
| 6 lutego 2008 Mecz towarzyski | Irlandia Północna | 0-1raport | Bułgaria · Martin Petrow 38' | Windsor Park, Belfast Widzów: 11 000 Sędzia: Douglas McDonald |
|                               |                   |           |                              |                                                               |

Kolejny mecz podopieczni Markowa rozegrali półtora miesiąca później. Ich rywalem byli Finowie, którzy – po golu z rzutu karnego 37-letniego Jariego Litmanena – od 22 minuty prowadzili 1:0. Bułgarzy zdołali wyrównać trzy minuty po rozpoczęciu drugiej połowy (bramka Zdrawko Łazarowa, po podaniu Welizara Dimitrowa). Drugie z rzędu zwycięstwo zapewnił im – kilka sekund przed zakończeniem meczu – debiutujący w kadrze pomocnik Stanisław Genczew, który pojawił się na boisku dwadzieścia pięć minut wcześniej. Mimo wygranej, zdaniem wielu bułgarskich komentatorów, ich piłkarze nie pokazali pełni swoich możliwości; zawodników – za brak zaangażowania w grę – skrytykował również prezes Bułgarskiego Związku Piłki Nożnej Borisław Michajłow.
Następne spotkanie, ostatnie przed rozpoczęciem eliminacji do mundialu 2010, Bułgarzy zagrali dopiero pięć miesięcy później. W sierpniu ich rywalem była reprezentacja Bośni i Hercegowiny. Pierwotnie w maju Bułgaria miała spotkać się z Polakami, jednak ostatecznie w tym terminie podopieczni Leo Beenhakkera zmierzyli się z Albanią.
| 26 marca 2008 Mecz towarzyski | Bułgaria · Zdrawko Łazarow 48' · Stanisław Genczew 90' | 2-10-1raport | Finlandia · Jari Litmanen 22k.' | Stadion Narodowy im. Wasiła Lewskiego, Sofia Widzów: 2500 Sędzia: ? |
|                               |                                                        |              |                                 |                                                                     |

W ciągu pięciu miesięcy dzielących spotkanie towarzyskie z Finami z rozpoczęciem eliminacji do mundialu wiadomości dotyczące futbolu bułgarskiego wielokrotnie gościły na łamach europejskich gazet. Najpierw okazało się, że mistrz kraju 2007-2008 CSKA Sofia kilka tygodni po zdobyciu tytułu został zdegradowany do drugiej ligi za długi. W wakacje zainteresowanie obserwatorów wzbudził Lewski Sofia, który w walce o fazę grupową Ligi Mistrzów przegrał z białoruskim BATE Borysów, oraz – przede wszystkim – kapitan reprezentacji Dimityr Berbatow, który po trwających kilka tygodni negocjacjach zdecydował się opuścić Tottenham Hotspur i za 38 milionów euro przeszedł do zdobywcy tytułu mistrza Anglii oraz Pucharu Mistrzów Manchesteru United.
W sierpniu podopieczni Płamena Markowa rozegrali ostatnie przed początkiem kwalifikacji spotkanie towarzyskie, z Bośnią i Hercegowiną, którą po raz pierwszy poprowadził chorwacki szkoleniowiec Miroslav Blažević. W porównaniu z poprzednimi meczami wśród osiemnastu wybrańców Markowa zabrakło jedynie Błagoja Georgijewa, a także kontuzjowanych Georgi Petkowa, Walerego Bożinowa, Iwelina Popowa i Żiwko Milanowa. Powołania otrzymali za to dawno w kadrze nie widziani Lucio Wagner (ostatni mecz w październiku 2007) i Zahari Sirakow (czerwiec 2007) oraz dwaj debiutanci – obrońcy Stanisław Manolew (Liteks Łowecz) i Iwan Iwanow (CSKA Sofia). Będący wówczas jeszcze w trakcie negocjacji z Manchesterem Berbatow strzelił dwa gole, które zapewniły Bułgarom trzecie zwycięstwo z rzędu – pierwsza bramka padła po indywidualnym błędzie bośniackiego pomocnika Senijada Ibricicia, który podał piłkę prosto pod nogi bułgarskiego napastnika, zaś druga została zdobyta głową po dośrodkowaniu Martina Petrowa. Ibričić zrehabilitował się za swoją pomyłkę i w '59 minucie meczu zdobył honorowego gola dla podopiecznych Blaževicia, ustalając wynik na 2:1.
| 20 sierpnia 2008 Mecz towarzyski | Bośnia i Hercegowina · Senijad Ibričić 59' | 1-20-1raport | Bułgaria · Dimityr Berbatow 26' · Dimityr Berbatow 57' | Stadion Bilina Polje, Zenica Widzów: 7000 Sędzia: Dragomir Stanković |
|                                  |                                            |              |                                                        |                                                                      |

W trzech spotkaniach przygotowawczych Markow przetestował dwudziestu ośmiu zawodników, w tym trzech bramkarzy. Sześciu piłkarzy po raz pierwszy zagrało w drużynie narodowej (Genczew, Iwanow, Janczew, Kakałow, Manolew i Sarmow).
| Poz | Nazwisko           | Klub                 |
| --- | ------------------ | -------------------- |
| B   | Dimityr Iwankow    | Bursaspor            |
| B   | Stojan Kolew       | Oțelul Galați        |
| B   | Georgi Petkow      | Lewski Sofia         |
| O   | Walentin Iliew     | Terek Grozny         |
| O   | Iwan Iwanow        | CSKA Sofia           |
| O   | Stanisław Genczew  | FC Vaslui            |
| O   | Arsen Karasławow   | SpVgg Greuther Fürth |
| O   | Stanisław Manolew  | Liteks Łowecz        |
| O   | Zahari Sirakow     | Amkar Perm           |
| O   | Igor Tomašić       | Maccabi Tel Awiw     |
| O   | Aleksandyr Tunczew | Leicester City       |
| O   | Lucio Wagner       | Lewski Sofia         |
| O   | Michaił Wenkow     | Liteks Łowecz        |
| O   | Petyr Zanew        | Liteks Łowecz        |

| Poz | Nazwisko            | Klub             |
| --- | ------------------- | ---------------- |
| P   | Stanisław Angełow   | Energie Cottbus  |
| P   | Welizar Dimitrow    | Metalurg Donieck |
| P   | Błagoj Georgiew     | Sławia Sofia     |
| P   | Todor Janczew       | CSKA Sofia       |
| P   | Georgi Kakałow      | Dynamo Mińsk     |
| P   | Zdrawko Łazarow     | Szynnik Jarosław |
| P   | Żiwko Milanow       | Lewski Sofia     |
| P   | Iwelin Popow        | Liteks Łowecz    |
| P   | Martin Petrow       | Manchester City  |
| P   | Stilijan Petrow     | Aston Villa      |
| N   | Dimityr Berbatow    | Manchester Utd   |
| N   | Waleri Domowczijski | Hertha BSC       |
| N   | Dimityr Rangełow    | Energie Cottbus  |
| N   | Georgi Sarmow       | Lewski Sofia     |

### Eliminacje – jesień
Do inauguracyjnego meczu eliminacji Bułgarzy przystępowali pokrzepieni kompletem zwycięstw w spotkaniach przygotowawczych. Ponadto, klasa rywala – zespołu Czarnogóry – pozwalała sądzić, że Bułgarzy na starcie kwalifikacji zwyciężą i zdobędą trzy punkty. Reprezentacja Czarnogóry była wówczas najmniej doświadczoną drużyną narodową: pierwszy mecz w swojej krótkiej historii rozegrała w marcu 2007 roku, a konfrontacja z Bułgarią była pierwszą w kwalifikacjach do wielkiego turnieju. Przed spotkaniem w Podgoricy podopieczni Zorana Filipovicia zajmowali 136. miejsce w Rankingu FIFA, a ich rywale 16. Jedynym poważnym zmartwieniem Płamena Markowa były kontuzje lidera drugiej linii Martina Petrowa i kurującego się od dłuższego czasu napastnika Walerego Bożinowa.
Pierwsza połowa meczu potwierdziła optymizm Bułgarów: Stilijan Petrow już w 11 minucie pokonał czarnogórskiego bramkarza Vukašina Poleksicia, ponadto goście mieli zdecydowaną przewagę. Jednak w drugiej części ataki Bułgarów były coraz rzadsze – częściej musieli cofać się pod własne pole karne pod naporem akcji ofensywnych gospodarzy. Efektem tych ataków był gol zdobyty przez napastnika AS Romy Mirka Vučinicia w '62 minucie. Niecałe dwadzieścia minut później było już 2:1 dla Czarnogórców: 19-letni Stevan Jovetić wykorzystał rzut karny po faulu Stanisława Angełowa, który został za to przewinienie wyrzucony z boiska.
Gdyby nie Błagoj Georgiew, który w '66 minucie zmienił Stanisława Genczewa i w ostatnich sekundach spotkania doprowadził po strzale z rzutu wolnego do wyrównania, Bułgarzy zanotowaliby pierwszą w tych eliminacjach porażkę. Zresztą podopieczni Markowa nie tylko nie pokonali znacznie niżej notowanych Czarnogórców, ale także stracili na kolejne spotkania Stanisława Angełowa (czerwona kartka) oraz Żiwka Milanowa i Iwelina Popowa (kontuzje).
| 6 września 2008 eliminacje do mundialu 2010 | Czarnogóra · Mirko Vučinić 62k.' · Stevan Jovetić 83' | 2-20-1raport | Bułgaria · Stilijan Petrow 11' · Błagoj Georgiew 90+2' | Stadion Pod Goricom, Podgorica Widzów: 9000 Sędzia: Ołeh Oriechow |
|                                             |                                                       |              |                                                        |                                                                   |

Spotkanie podopiecznych Płamena Markowa, którzy po remisie z Czarnogórą awansowali na piętnaste miejsce w rankingu FIFA, z mistrzami świata Włochami wzbudziło ogromne zainteresowanie nie tylko w Bułgarii. O akredytację ubiegało się 408 dziennikarzy z siedemnastu różnych państw świata. Ze Stadionu Narodowego mecz oglądało 45 tysięcy kibiców, w tym spora grupa neonazistów z obu krajów.
W przedmeczowych komentarzach przeważały szacunek dla rywali i zapewnienia, że wywalczenie nawet jednego punktu będzie dużym osiągnięciem, tym bardziej, że do końca nie było wiadomo, czy wystąpi kontuzjowany ostatnio Martin Petrow. Wśród Włochów z najważniejszych zawodników zabrakło jedynie kurującego się od dłuższego czasu Gianluigiego Buffona. Mimo iż pomocnik Manchesteru City ostatecznie zagrał, to strategia Markowa i tak mocno się skomplikowała, gdy w '35 minucie spotkania poważnego urazu doznał lewy obrońca Lucio Wagner. Jego zmiennik 20-letni Iwan Iwanow zaliczył do tej pory jedynie jeden mecz w kadrze.
Markow wybrał ustawienie 1-4-3-2-1 z aż trzema defensywnymi pomocnikami (Stilijan Petrow jako najbardziej cofnięty oraz po bokach Georgiew i Jankow) i tylko jednym napastnikiem (Berbatow). Taktyka okazała się skuteczna, bowiem Bułgarzy nie stracili bramki. Ostatecznie spotkanie zakończyło się bezbramkowym remisem. Prasa podkreślała „dobrą i niekiedy odważną grę” drużyny prowadzonej na boisku przez Berbatowa. Bułgarzy nie ustępowali obrońcom tytułu mistrza świata głównie w defensywie – chociaż Włosi dłużej przebywali przy piłce, to ich ataki zwykle rozbijały się o dobrze dysponowaną tego dnia formację obronną Bułgarii. Podopieczni Markowa w ostatnich minutach mieli okazję strzelić zwycięskiego gola, ale dogodną sytuację zmarnował kapitan reprezentacji Berbatow. Zawodnik Manchesteru United, zbierający ostatnio wysokie noty za występy w Premiership i Lidze Mistrzów, po zakończeniu spotkania powiedział: „Nie jesteśmy Brazylią, jeden punkt w meczu z Włochami to wielki sukces.”
| 11 października 2008 eliminacje do mundialu 2010 | Bułgaria | 0-0raport | Włochy | Stadion Narodowy im. Wasiła Lewskiego, Sofia Widzów: 45 000 Sędzia: Stéphane Lannoy |
|                                                  |          |           |        |                                                                                     |

| 15 października 2008 eliminacje do mundialu 2010 | Gruzja | 0-0raport | Bułgaria | Stadion Borysa Paiczadze, Tbilisi Widzów: ? Sędzia: Bjorn Kujpers |
|                                                  |        |           |          |                                                                   |

### Tabela po meczach jesiennych
| Miejsce | Drużyna    | Mecze | Punkty | Zwyc. | Rem. | Por. | Bramki |
| ------- | ---------- | ----- | ------ | ----- | ---- | ---- | ------ |
| 1       | Włochy     | 4     | 10     | 3     | 1    | 0    | 6-2    |
| 2       | Irlandia   | 3     | 7      | 2     | 1    | 0    | 3-1    |
| 3       | Bułgaria   | 3     | 3      | 0     | 3    | 0    | 2-2    |
| 4       | Czarnogóra | 3     | 2      | 0     | 2    | 1    | 2-4    |
| 5       | Gruzja     | 4     | 2      | 0     | 2    | 2    | 2-5    |
| 6       | Cypr       | 3     | 1      | 0     | 1    | 2    | 2-4    |

### Mecz towarzyski z Serbią
W ostatnim w 2008 roku meczu międzypaństwowym Bułgarzy spotkali się z inną drużyną z Bałkanów Serbią, która w eliminacjach do mundialu wygrała już z Austrią i Wyspami Owczymi, i na koniec roku zajmowała pierwsze miejsce w grupie siódmej, przed Francją i Rumunią. Dla podopiecznych Radomira Anticia mecz belgradzki był o tyle ważny, że był ostatnim w reprezentacyjnej karierze 35-letniego Savo Miloševićia, króla strzelców Euro 2000, zawodnika, który rozegrał najwięcej meczów (101) i strzelił najwięcej goli (35) dla drużyny narodowej.
Płamen Markow zamierzał wykorzystać spotkanie z Serbami do przetestowania kilku nowych wariantów taktycznych i personalnych: kapitan drużyny Dimityr Berbatow, dotychczas najbardziej wysunięty zawodnik reprezentacji, miał zagrać na pozycji środkowego pomocnika. Ponadto wśród powołanych graczy znalazło się kilku debiutantów: Jordan Minew z Botewu Płowdiw, który na lewej stronie obrony miał zastąpić Lucia Wagnera, oraz pomocnik OFK Sliwen 2000 Iwan Stojanow. Stojanow miał przejąć na siebie obowiązki Martina Petrowa, po raz kolejny nieobecnego z powodu urazu. W bramce zamiast Dimityra Iwankowa od początku wystąpił drugi golkiper Georgi Petkow.
Serbowie od pierwszej minuty zagrali z aż trzema napastnikami: oprócz Miloševicia w ataku wybiegli Miloš Krasić i Milan Jovanović. Ofensywne ustawienie okazało się skuteczne, bo Bułgarzy zepchnięci do obrony kilkakrotnie musieli ratować się faulami w obrębie pola karnego. Jedynie w pierwszym kwadransie sędzia podyktował dwa rzuty karne, ale oba – wykonywane przez Miloševicia – obroił Petkow. Ataki Serbów przyniosły skutek już w dziewiątej minucie, kiedy gola na 1:0 strzelił Milan Jovanović. Wprawdzie dziesięć minut później z rzutu wolnego z odległości około dwudziestu metrów wynik wyrównał Błagoj Georgiew, ale to była ostatnia skuteczna akcja Bułgarów. Później trafiali już tylko podopieczni Anticia: po raz kolejny Jovanović, dwukrotnie Milošević, oraz Nenad Milijaš i Danko Lazović. Pierwsza połowa skończyła się wynikiem 4:1, a dwa kolejne gole padły w przeciągu zaledwie dwudziestu minut.
Dla Bułgarów porażka z Serbią była najwyższą od siedmiu lat. Jesienią 2001 roku ulegli 0:6 Czechom w eliminacjach do mundialu 2002. A wynik mógł być jeszcze wyższy, gdyby Milošević wykorzystał dwa rzuty karne na początku spotkania. Komentatorzy podkreślali, że chociaż zawiódł cały zespół, to największe pretensje powinny być kierowane w stronę kapitana Berbatowa, który nie tylko nie potrafił wziąć na siebie ciężaru rozgrywania gry, ale już w 30 minucie – przy stanie 1:3 – poprosił o zmianę. W obronie zawodnika stanął selekcjoner Markow, który stwierdził, że jeden gracz nie może brać odpowiedzialności za występ drużyny. Mimo to dziennikarze nie szczędzili przytyków zarówno liderowi, jak i reszcie piłkarzy. Pisali o „primadonnie” Berbatowie, „muppetach Płamena Markowa” i zastanawiali się, co mógł czuć siedzący w loży dla VIPów prezydent Bułgarii Georgi Pyrwanow. Inni z nostalgią – po raz kolejny zresztą – wspominali o drużynie z 1994 roku, która doszła do półfinału mundialu 1994.
| 19 listopada 2008 Mecz towarzyski | Serbia · Milan Jovanović 9' · Milan Jovanović 29' · Savo Milošević 28' · Savo Milošević 34' · Nenad Milijaš 57' · Danko Lazović 67' | 6-14-1 | Bułgaria · Błagoj Georgiew 20' | Stadion Partizana, Belgrad Widzów: 8000 Sędzia: Peter Zipel |
|                                   | |        |                                |                                                             |

### Zmiana selekcjonera
2 grudnia, dwa tygodnie po przegranej z Serbią, Płamen Markow został zwolniony z funkcji selekcjonera. Wiceprezes BFU Jordan Leczkow podkreślił, że wszyscy członkowie zarządu federacji zagłosowali za odwołaniem trenera. Przyznał, że powodem dymisji były niezadowalające wyniki reprezentacji w eliminacjach do mundialu 2010 oraz bardzo słaby występ w meczu towarzyskim z Serbią. Bułgarscy dziennikarze podkreślali również, że selekcjoner nie był w stanie zmotywować piłkarzy i nie cieszył się wśród nich wielkim respektem. Prezes BFU Borisław Michajłow pytany o następcę Markowa stwierdził, że nowym selekcjonerem może być zarówno Bułgar, jak i szkoleniowiec zagraniczny. Od razu w prasie wśród ewentualnych kandydatów na nowego trenera kadry pojawiły się nazwiska Terry’ego Venablesa, z którym o objęciu posady rozmawiano już w styczniu, Jeana Tigany, pracującego przez wiele lat w Bułgarii Ljubomira Petrovicia oraz byłego menedżera Chelsea F.C. Awrama Granta. Wśród krajowych typów przeważały kandydatury Stanimira Stoiłowa, Krasimira Bałykowa oraz Dimityra Dimitrowa; dwaj ostatni jednak w grudniu podpisali długoterminowe kontrakty, odpowiednio z Czernomorcem 919 Burgas i Amkarem Perm.
Następca Markowa został wybrany dopiero 30 stycznia 2009 roku. Nowym selekcjonerem został Stanimir Stoiłow, który tymczasowo prowadził reprezentację latem 2007 roku w dwu wygranych meczach eliminacji do Euro 2008. Zgodnie z pierwotną umową przez następne pół roku miał łączył obowiązki trenera kadry z pracą w Liteksie Łowecz, z którym nie udało mu się rozwiązać kontraktu. Michajłow przyznał, że najpoważniejszym kontrkandydatem Stoiłowa był Krasimir Bałykow.

## Rok 2009

### Przygotowania
Rok 2009 Bułgarzy rozpoczęli nie tylko od wyboru nowego selekcjonera, ale także od przedłużenia mijającej właśnie kadencji Borisława Michajłowa na stanowisku prezesa Bułgarskiego Związku Piłki Nożnej. Michajłow, chociaż 31 stycznia został wybrany większością głosów, to nie uniknął oskarżeń o manipulacje: Iwan Drażow, którego kandydatura nie została dopuszczona pod głosowanie (Michajłow był jedynym kandydatem), oficjalnie zakwestionował legalność obrad.
Tymczasem Stanimir Stoiłow, nowy trener kadry, pracujący z nią tymczasowo latem 2007 roku, szykował się do ponownego debiutu. Pierwszym przeciwnikiem reprezentacji w 2009 roku i zarazem ostatnim przed spotkaniami kwalifikacyjnymi do mundialu 2010, była Szwajcaria, uczestnik Euro 2008 i wicelider eliminacyjnej grupy II.
Największe zaskoczenie sprawiły powołania nowego szkoleniowca. W bułgarskiej prasie pojawiły się opinie, że Stoiłow próbuje w kadrze odtworzyć jedenastkę Lewskiego Sofia z czasu, kiedy był trenerem tego zespołu. Wtedy to (2004–2008) Lewski dwa razy z rzędu zdobył mistrzostwo kraju i jako pierwsza drużyna z Bułgarii zakwalifikował się do Ligi Mistrzów. Na spotkanie ze Szwajcarami zaproszeni zostali zawodnicy nieobecni w kadrze od wielu miesięcy, ale współpracujący ze Stoiłowem właśnie w tamtym okresie: Elin Topuzakow, Dimityr Tełkijski, Stanisław Angełow, Błagoj Georgiew i Waleri Domowczijski. W bramce zaś wystąpił także ówczesny gracz Lewskiego Georgi Petkow, który w przegranym 1:6 spotkaniu towarzyskim z Serbią przepuścił sześć goli. Ponadto Stoiłow powołał kilku graczy, którzy – jak się wydawało – dawno zakończyli reprezentacyjne kariery: doświadczonych Iliana Stojanowa (32 lata, ostatni raz w kadrze w 2005) i Iwajło Petkowa (33, 2006), który brał udział w mundialu 1998, a także młodszych, ale pomijanych przez kolejnych selekcjonerów: Kiryła Kotewa i Dimityra Rangełowa.
Przeciwko Szwajcarom Stoiłow wykorzystał ustawienie 4-4-1-1, czyli dokładnie takie samo, jakim przed trzema laty grał Lewski. Tym razem w roli napastnika wystąpił kapitan drużyny Dimityr Berbatow, a tuż za nim, jako najbardziej wysunięty ofensywny pomocnik wybiegł Iwelin Popow, zresztą zdobywca jedynej bramki dla Bułgarii w tym meczu. Ostateczny wynik spotkania – 1:1 – ukształtował się już w 45 minucie, kiedy to wyrównującego gola dla Szwajcarów strzelił Benjamin Huggel. Mimo iż mecz z podopiecznymi Ottmara Hitzfelda był dla Bułgarii piątym bez zwycięstwa, to komentatorzy podkreślali, że bułgarscy piłkarze mieli nie tylko więcej okazji do strzelenia goli, ale przede wszystkim pozytywnie zaskoczyli przygotowaniem motorycznym i „głodem gry”.
| 11 lutego 2009 Mecz towarzyski | Szwajcaria · Benjamin Huggel 45' | 1-1 | Bułgaria · Iwelin Popow 34' | Stade de Genève, Genewa Widzów: ? Sędzia: Duarte Gomes |
|                                |                                  |     |                             |                                                        |

### Eliminacje – wiosna
Dla selekcjonera Stanimira Stoiłowa mecz z Irlandią był trzecim w karierze spotkaniem, w którym poprowadził reprezentację w grze o punkty; poprzednio jego podopieczni wygrali dwukrotnie z Białorusią w eliminacjach do Euro 2008. Stoiłow pozostał konsekwentny i przeciwko Irlandczykom powołał większość zawodników, którym dał szansę w sparingu ze Szwajcarią; także, odsuniętych przez poprzedniego szkoleniowca kadry, Iliana Stojanowa, Elina Topuzakowa i Igora Tomašicia, który po wrześniowym spotkaniu z Czarnogórą zapowiedział koniec kariery reprezentacyjnej. Poważnym osłabieniem był za to brak kapitana drużyny Dimityra Berbatowa, który w ligowym spotkaniu Manchesteru United z Fulham F.C. doznał kontuzji kostki. Ponadto na zgrupowanie nie przyjechali kurujący się od dawna Martin Petrow i Waleri Bożinow. W miejsce Berbatowa powołanie otrzymał były piłkarz Górnika Zabrze Dimityr Makrijew. Irlandczycy zaś, prowadzeni przez 70-letniego Włocha Giovanniego Trapattoniego, zagrali bez Stephena Irelanda, który, pomimo wysokiej formy, nie znalazł uznania w oczach selekcjonera, oraz kontuzjowanego Steve’a Finnana.
Chociaż niektórzy komentatorzy przestrzegali, że porażka w meczu z Irlandią oznaczać będzie koniec marzeń o mundialu, to Stoiłow uspokajał: „Mamy wielu zawodników światowej klasy. Nawet jeśli przegramy, wciąż będziemy mieć duże szansę na awans.”. W przedmeczowych opiniach podnoszono również kwestie zaawansowanego wieku wielu zawodników i podkreślano, że eliminacje do południowoafrykańskich mistrzostw to ostatnia szansa dla tych graczy na występ na międzynarodowym turnieju. Z drugiej strony, w przypadku przegranej pojawi się szansa na efektywniejsze eksploatowanie piłkarzy młodszego pokolenia, zauważano.
Ostatecznie spotkanie Bułgarii z Irlandią, które już czwarty raz spotykały się w eliminacjach do wielkich turniejów (wcześniej w kwalifikacjach do mundialu 1978, Euro 1980, Euro 1988), zakończyło się podziałem punktów. Mecz dla Bułgarów rozpoczął się od szybkiej straty gola – już w 40 sekundzie bramkę strzelił kolega Martina Petrowa i Bożinowa z Manchesteru City Richard Dunne. W pomeczowych analizach podkreślano, że po zdobyciu gola Irlandczycy nadal dominowali, a Bułgarzy bardzo rzadko zagrażali bramce strzeżonej przez innego zawodnika City Shaya Givena. Dodatkowo, już w '24 minucie Stoiłow musiał zmienić Żiwka Milanowa, kontuzjowanego w starciu z Keithem Andrewsem. Zawodnika Lewskiego Sofia zastąpił 34-letni Radostin Kisziszew, dla którego był to powrót do kadry po dwuletniej przerwie: kiedy selekcjonerem został skonfliktowany z nim Płamen Markow ogłosił zakończenie reprezentacyjnej kariery. Bramka wyrównująca została strzelona dopiero w '74 minucie: jedną z nielicznych w tym meczu akcji ofensywnych drużyny bułgarskiej zainicjował Stilijan Petrow, który dośrodkował na pole karne, a tam piłkę do własnej bramki posłał irlandzki obrońca Kevin Kilbane. Komentatorzy zwracali uwagę na duże szczęście Bułgarów i wysoką formę bramkarza Dimityra Iwankowa.
| 28 marca 2009 eliminacje do mundialu 2010 | Irlandia · Richard Dunne 1' | 1-1raport | Bułgaria · Kevin Kilbane 74' sam. | Croke Park, Dublin Widzów: 59 000 Sędzia: Ivan Bebek |
|                                           |                             |           |                                   |                                                      |

Mimo przypuszczeń, że starcie z Cyprem będzie łatwiejsze niż to z Irlandczykami, selekcjoner Stanimir Stoiłow przestrzegał przed zbytnią pewnością siebie. A sytuacja Bułgarów dodatkowo się skomplikowała, gdyż do kontuzjowanych wcześniej Dimityra Berbatowa, Martina Petrowa i Walerego Bożinowa, dołączyli obrońcy Żiwko Milanow i Aleksandyr Tunczew. Wprawdzie przed spotkaniem pojawiły się informacje, że na mecz z Cypryjczkami wykuruje się Bożinow, ale ostatecznie napastnika Manchestru City zabrakło nawet na ławce rezerwowych. Rywale Bułgarów stracili zaś swojego kapitana Janisa Okasa, rekordzistę pod względem występów w kadrze, który przechodził rehabilitację po urazie.
Chociaż podopieczni greckiego szkoleniowca Angelosa Anastasiadisa przed spotkaniem z Bułgarią zajmowali dopiero czwarte miejsce w grupie, to w niektórych poprzednich meczach eliminacyjnych pokazali się z dobrej strony: w konfrontacji z Włochami aż do 92 minuty utrzymywał się remis 1:1, dopiero na kilka sekund przed zakończeniem decydującego gola strzelił dla mistrzów świata Antonio Di Natale. Ponadto aż cztery punkty (1:1 i 2:1) zdobyli Cypryjczycy w grach z Gruzją. Bułgarzy zaś nie wygrali od sierpnia 2008 roku, czyli od sześciu meczów.
Stoiłow zdecydował się na dokładnie to samo ustawienie i tych samych graczy (jedynie Radostin Kisziszew zastąpił kontuzjowanego Milanowa), którzy cztery dni wcześniej wywalczyli punkt w Dublinie. Jego wybrańcy tym razem wygrali dwoma bramkami. Jak podkreślano w pomeczowych komentarzach Bułgarzy mieli znacznie więcej sytuacji podbramkowych i, gdyby nie wyjątkowa tego dnia nieskuteczność, zwyciężyliby znacznie wyżej. Zwracano również uwagę na przychylność sędziego, który nie zauważył brutalnego faulu Stanisława Manolewa na Efstathiosie Aloneftisie. Gole dla Bułgarów strzelili 22-letni Iwelin Popow oraz powołany w ostatniej chwili Dimityr Makrijew, który w '89 minucie meczu, a więc kilka sekund przed strzeleniem bramki, zmienił Dimityra Rangełowa. Selekcjoner Stoiłow przyznał, że jest bardzo zadowolony ze zwycięstwa, tym cenniejszego, że odniesionego, jak podkreślił, bez najbardziej kluczowych graczy.
| 1 kwietnia 2009 eliminacje do mundialu 2010 | Bułgaria · Iwelin Popow 8' · Dimityr Makrijew 90' | 2-01-0raport | Cypr | Stadion Narodowy im. Wasiła Lewskiego, Sofia Widzów: 21 000 Sędzia: Martin Ingvarsson |
|                                             |                                                   |              |      |                                                                                       |

Przed ważnym spotkaniem rewanżowym z Irlandią piłkarska Bułgaria żyła trzema wydarzeniami: zakończeniem rozgrywek ligowych i zdobyciem tytułu mistrzowskiego przez Lewskiego Sofia; występem Dimityra Berbatowa w finale Ligi Mistrzów, przegranego przez jego Manchester United z FC Barceloną; oraz zwycięstwem Liteksu Łowecz, prowadzonego przez selekcjonera kadry Stanimira Stoiłowa, w rywalizacji o Puchar Bułgarii. Mecz z podopiecznymi Giovanniego Trapattoniego miał stanowić zamknięcie udanej piłkarskiej wiosny i przedłużenie szans na awans do mundialu.
A nastroje były optymistyczne, tym bardziej, że do reprezentacji po długiej przerwie spowodowanej rehabilitacją powrócił Martin Petrow. Oprócz niego na zgrupowaniu zameldowali się wszyscy najważniejsi gracze drużyny, m.in. nieobecny podczas gier wczesnowiosennych Berbatow, Dimityr Iwankow i Stilijan Petrow. Kontuzje wyeliminowały za to: Zahariego Sirakowa oraz obrońców Aleksandyra Tunczewa i Michaiła Wenkowa, przez co w pierwszej jedenastce wystąpili, tak jak przeciw Cyprowi, zawodnicy bardzo doświadczeni: Radostin Kisziszew (35 lat), Igor Tomašić (33) oraz Ilian Stojanow (32).
Pięć dni przed meczem Irlandczycy rozegrali towarzyskie spotkanie z Nigerią. Po golu Robbie'ego Keane'a zremisowali 1:1. W bramce wystąpił wówczas Shay Given, ale doznał kontuzji, i to właśnie obsada pozycji bramkarza stanowiła największą niewiadomą przed konfrontacją z Bułgarią. Potencjalny zmiennik Givena 39-letni Dean Kiely, niezadowolony z roli rezerwowego w meczu z Nigerią, opuścił zgrupowanie. Trapattoni wysłał więc powołania dla Wayne’a Hendersona i Colina Doyle’a, którzy łącznie wystąpili w kadrze siedem razy.
Drugie w przeciągu dwu miesięcy spotkanie Irlandczyków z Bułgarami – ponownie – zakończyło się wynikiem 1:1. Tak jak poprzednio pierwsi gola strzelili podopieczni Trapattoniego, tak jak poprzednio był to Richard Dunne, i tak jak poprzednio przy golu dla graczy bułgarskich zawinił Kevin Kilbane. Komentatorzy podkreślali, że dopiero po stracie bramki w 24 minucie Bułgarzy przystąpili do zdecydowanych akcji ofensywnych i dominowali do końca pierwszej połowy. Wyrównującego gola strzelili pięć minut po trafieniu Dunne’a. Dimityr Tełkijski wykorzystał błąd Kilbane'a i pokonał Givena, którego kontuzja, jak się okazało, była medialnym bluffem. W drugiej połowie obie drużyny bardziej aniżeli o zdobyciu kolejnych bramek, myślały o obronie i niedopuszczeniu do utraty cennego punktu. Jednakże z wyniku bardziej zadowoleni byli Irlandczycy, którzy utrzymali drugie miejsce w tabeli.
| 6 czerwca 2009 eliminacje do mundialu 2010 | Bułgaria · Dimityr Tełkijski 29' | 1-1raport | Irlandia · Richard Dunne 24' | Stadion Narodowy im. Wasiła Lewskiego, Sofia Widzów: 40 000 Sędzia: Claus Bo Larsen |
|                                            |                                  |           |                              |                                                                                     |

### Tabela po meczach wiosennych
| Miejsce | Drużyna    | Mecze | Punkty | Zwyc. | Rem. | Por. | Bramki |
| ------- | ---------- | ----- | ------ | ----- | ---- | ---- | ------ |
| 1       | Włochy     | 6     | 14     | 4     | 2    | 0    | 9-3    |
| 2       | Irlandia   | 7     | 13     | 3     | 4    | 0    | 8-5    |
| 3       | Bułgaria   | 6     | 8      | 1     | 5    | 0    | 6-4    |
| 4       | Cypr       | 6     | 5      | 1     | 2    | 3    | 6-9    |
| 5       | Czarnogóra | 6     | 4      | 0     | 4    | 2    | 5-8    |
| 6       | Gruzja     | 7     | 3      | 0     | 3    | 4    | 4-9    |

### Przygotowania
Po dwu miesiącach przerwy Bułgarzy rozegrali spotkanie towarzyskie w sierpniu. Ich rywalem była Łotwa, zajmująca w swojej grupie, podobnie jak Bułgarzy, trzecie miejsce, za Grecją i Szwajcarią. Drużyna Stoiłowa została poważnie osłabiona, bo w przeddzień meczu kontuzji nabawił się Stilijan Petrow. Z innych ważnych graczy na zgrupowanie nie przyjechał drugi bramkarz Georgi Petkow, który był w słabszej formie. Selekcjoner zamiast niego powołał Nikołaja Michajłowa. 21-letni syn prezesa Bułgarskiego Związku Piłki Nożnej do tej pory w reprezentacji wystąpił jeden raz, w maju 2006 roku. W kadrze nie było żadnego debiutanta.
Młody Michajłow znalazł się w pierwszej jedenastce, ale przez kibiców został przywitany buczeniem i gwizdami. Od początku zagrał także Aleksandyr Tunczew, który powrócił do kadry po prawie półrocznej rehabilitacji. W pomeczowych analizach podkreślano, że to Bułgarzy mieli przez cały mecz przewagę, a Łotysze oddali na bramkę Michajłowa tylko jeden strzał, dopiero w '76 minucie. Jedynego gola strzelił kwadrans wcześniej Dimityr Rangełow, który po przerwie zastąpił Dimityra Berbatowa. Mimo zwycięstwa, pojawiły się komentarze o braku zaangażowania zawodników; nawet selekcjoner gości Aleksandrs Starkovs przyznał, że Bułgarzy tego dnia zagrali bardzo słabo.
Po spotkaniu z Łotwą z ostrą krytyką Bułgarskiego Związku Piłki Nożnej wystąpił Berbatow. Napastnik Manchesteru United dziwił się dlaczego reprezentacja przed ważnymi meczami eliminacyjnymi zagrała towarzysko z tak słabym przeciwnikiem. „W tym samym czasie Macedonia zmierzyła się z Hiszpanią. Czy jesteśmy gorsi od Macedonii?”, pytał kapitan drużyny narodowej.
| 12 sierpnia 2009 Mecz towarzyski | Bułgaria · Dimityr Rangełow 58' | 1-00-0 | Łotwa | Stadion Narodowy im. Wasiła Lewskiego, Sofia Widzów: 1500 Sędzia: ? |
|                                  |                                 |        |       |                                                                     |

### Eliminacje – jesień
Niedługo przed rewanżowym spotkaniem z Czarnogórą w bułgarskiej prasie obszernie pisano – nie tylko w kontekście sportowym – o selekcjonerze Stanimirze Stoiłowie oraz liderze i kapitanie drużyny Dimityrze Berbatowie. Stoiłow, po tym, jak prowadzony przez niego Liteks Łowecz przegrał w eliminacjach do Ligi Europy z białoruskim BATE Borysów, po ponad roku pracy w Łoweczu złożył dymisję i od tej pory poświęcił się wyłącznie kadrze. Natomiast napastnik Manchesteru United był bohaterem skandalu obyczajowego: angielska bulwarówka The Sun doniosła, że piłkarz podrywał znaną w Bułgarii modelkę Nikoletę Łozanową, dawną narzeczoną bramkarza Nikołaja Michajłowa, a obecnie związaną z gangsterem Georgim Stoiłowem. Stoiłow miał z tego powodu grozić pobiciem zawodnikowi. Dodatkowo, kilka dni później, ta sama gazeta podała, że aktualna dziewczyna Berbatowa spodziewa się dziecka. Piłkarz jednak wszystkiemu zaprzeczył.
| 5 września 2009 eliminacje do mundialu 2010 | Bułgaria · Radostin Kisziszew 45' · Dimityr Tełkijski 49' · Dimityr Berbatow 85k.' · Waleri Domowczijski 90' | 4-11-1raport | Czarnogóra · Stevan Jovetić 9' | Stadion Narodowy im. Wasiła Lewskiego, Sofia Widzów: 15 00 Sędzia: Tony Asumaa |
|                                             | |              |                                |                                                                                |

Wysokie zwycięstwo nad Czarnogórą sprawiło, że Bułgarzy z większym optymizmem przygotowywali się do konfrontacji z mistrzami świata z 2006 roku. Był on tym bardziej uzasadniony, że po pierwsze, w pierwszym spotkaniu obu drużyn padł bezbramkowy remis, a po drugie, Włosi od dłuższego czasu grali nieefektownie i nieskutecznie: przed meczem w Turynie podopieczni Marcella Lippiego przegrali towarzyskie spotkanie z Brazylią (0:3), już po fazie grupowej pożegnali się z Pucharem Konfederacji, gdzie w decydującym spotkaniu ulegli Egiptowi, a ostatni mecz w eliminacjach do mundialu, z Gruzją, wygrali tylko dzięki dwóm samobójczym golom Kachabera Kaladze. Ówczesną formę reprezentantów Italii podsumował Waleri Bożinow, który stwierdził, że „szanujemy Włochów, ale to nie jest drużyna, która gra na miarę mistrzów świata”. Tym, co mogło niepokoić selekcjonera Stanimira Stoiłowa, był brak z powodu kontuzji Żiwka Milanowa oraz Dimityra Telkijskiego, strzelca bramki w meczu z Czarnogórą. Z ekipy gospodarzy uraz wyeliminował jedynie napastnika Bayernu Monachium Lukę Toniego.
Przed spotkaniem, dla większego zmotywowania zawodników, dyrektor sportowy reprezentacji Nasko Sirakow przypomniał, że obecna konfrontacja z Włochami przypomina starcie z Francją z 1993 roku, które zadecydowało o awansie kadry na mundial 1994. „Potrzebujemy nowego Emiła Kostadinowa, który wówczas strzelił decydujące o zwycięstwie bramki”, powiedział Sirakow. To nie było jedyne odwołanie do mitu „złotego pokolenia”: kilka tygodni później w Sliwenie rozegrano spotkanie weterenów Bułgaria-Włochy, w którym udział wzięli (przynajmniej po stronie bułgarskiej) uczestnicy tego samego spotkania z półfinału mundialu 1994. Zresztą, podczas tego meczu miało dojść do ustalenia, że nowym selekcjonerem bułgarskiej reprezentacji młodzieżowej będzie Włoch Pietro Vierchowod. Innym przejawem współpracy piłkarskiej Bułgarii z Włochami było przejęcie przez włoskiego przedsiębiorcę Francesco Salernę pierwszoligowego klubu Botew Płowdiw, którego szkoleniowcem został Enrico Piccioni.
Spotkanie pierwszych drużyn narodowych rozpoczęło się minutą ciszy, ku uczczeniu pamięci zmarłego niedawno dziennikarza Mike’a Bongiorno. Pierwsza bramka padła już w pierwszych piętnastu minutach gry: jej strzelcem był włoski obrońca Fabio Grosso, który wyprzedził Iliana Stojanowa i z najbliższej odległości pokonał Dimityra Iwankowa. Wynik spotkania ustalił w 40 minucie Vincenzo Iaquinta. Komentatorzy podkreślali, że Bułgarzy starali się atakować (najlepszą okazję na strzelenie gola zmarnował w '25 minucie Stilijan Petrow), ale obrona włoska, kierowana przez Fabia Cannavara, okazała się skuteczniejsza. Także Włosi mieli więcej szans na podwyższenie wyniku; Marcello Lippi przyznał, że jego podopieczni mogli strzelił jeszcze cztery-pięć goli. Według pomeczowych statystyk obie drużyny oddały po siedem celnych strzałów na bramkę przeciwnika.
Porażka z Włochami znacznie zmniejszyła szanse Bułgarów na awans do mundialu 2010. Żeby zająć drugie miejsce i zagrać w barażach podopieczni Stoiłowa musieliby wygrać dwa ostatnie spotkania (z Cyprem i Gruzją) oraz liczyć na porażki Irlandczyków w konfrontacji z Włochami i Czarnogórą. W pomeczowych komentarzach pojawiły się liczne wątpliwości, czy w ostatnich grach kadrę powinien prowadzić Stanimir Stoiłow: niektórzy domagali się zwolnienia selekcjonera, a wśród jego następców wymieniano przede wszystkim nazwisko byłego menedżera Chelsea F.C. Awrama Granta. W tamtym czasie Izraelczyk był również kandydatem na trenera reprezentacji Polski, po tym, jak zwolniony został Leo Beenhakker. Inni zaś sugerowali, że Stoiłow na pewno zachowa swoje stanowisko, ale tylko dlatego, że Bułgarski Związek Piłki Nożnej nie ma pieniędzy na zatrudnienie zagranicznego trenera, a żaden z rodzimych szkoleniowców nie jest zainteresowany tym stanowiskiem.
| 9 września 2009 eliminacje do mundialu 2010 | Włochy · Fabio Grosso 11' · Vincenzo Iaquinta 40' | 2-0raport | Bułgaria | Stadio Olimpico, Turyn Widzów: 20 760 Sędzia: Florian Meyer |
|                                             |                                                   |           |          |                                                             |

Przed ostatnimi meczami eliminacji do mundialu 2010 doszło do licznych zmian personalnych w kadrze. Po pierwsze dlatego, że poważnych kontuzji doznało kilku zawodników z pierwszego składu (Georgi Petkow, Żiwko Milanow, Stanisław Manolew, Aleksandyr Tunczew i Georgi Sarmow). Po drugie zaś, już po przegranym spotkaniu z Włochami selekcjoner Stanimir Stoiłow zapowiedział, że niezbędna jest pokoleniowa zmiana, która rozpocznie się już przy powołaniach na najbliższe mecze. Stąd też przeciwko Cyprowi i Gruzji nie zagrali najbardziej doświadczeni gracze: Radostin Kisziszew (35 lat), Igor Tomašić (32), Ilian Stojanow (32), Welizar Dimitrow (30) i Dimityr Tełkijski (32). Zamiast nich na zgrupowanie przyjechali debiutanci (Iwan Karadżow, Kostadin Stojanow, Weselin Minew) lub też młodzi gracze dotychczas pełniący role zmienników dla starszych kolegów (Płamen Nikołow, Iwan Iwanow, Iwan Stojanow). Komentując swoje wybory, Stoiłow podkreślał, że obecnie najstarsi gracze mają po trzydzieści lat (Martin Petrow i Stilijan Petrow), a najbliższe mecze powinny być traktowane jako pierwszy etap w przygotowaniach do kwalifikacji do Euro 2012.
Zmieniona, radykalnie odmłodzona reprezentacja zmierzyła się z drużyną, która zajmowała 65. miejsce w rankingu FIFA i do tej pory w eliminacjach wygrała tylko jedno spotkanie (z Gruzją). Dla Bułgarów zwycięstwo oznaczało przedłużenie nadziei na udział w mistrzostwach świata, a przy korzystnych rozstrzygnięciach w innych meczach (porażka Irlandii z Włochami) mogło poważnie wzmocnić jej pozycję przed ostatnimi spotkaniami. Ponadto, konfrontacja z Cyprem miał wydźwięk także prestiżowy – swoją obecność na stadionie w Larnace zapowiedział prezydent UEFA Michel Platini.
Jednakże, bohaterem spotkania nie był żaden z nowych piłkarzy bułgarskich, ale napastnik APOELu Nikozja Konstandinos Charalambidis, który w pierwszych dwudziestu minutach meczu dwukrotnie pokonał Dimityra Iwankowa. W drugiej połowie dwaj inni Cypryjczycy trafili do bułgarskiej bramki, a podopieczni Stanimira Stoiłowa byli w stanie odpowedzieć tylko jednym trafieniem. Bułgarska prasa pisała o „upokorzeniu”, „wstydzie”, „obronie, która nie istniała” i przypominała, że Bułgaria nigdy wcześniej nie uległa Cyprowi. Dodatkowo w '68 minucie bramkarz Iwankow złamał nogę, co wyeliminowało go z gry na co najmniej miesiąc. Najniższe noty otrzymał obrońca Iwan Iwanow, jeden z młodych graczy zaproszonych do kadry przez Stoiłowa, który zawinił przy trzeciej bramce. „Porażka była dla nas szokiem. Chciałbym przeprosić wszystkich kibiców” – powiedział selekcjoner, którego pozycja po meczu jeszcze bardziej osłabła. Stoiłow przyznał, że postawienie na niedoświadczonych zawodników z ligi bułgarskiej było błędem. Występ kadry skrytykował publicznie nawet prezydent Bułgarii Georgi Pyrwanow.
| 10 października 2009 eliminacje do mundialu 2010 | Cypr · Konstandinos Charalambidis 11' 20' · Michalis Konstandinu 54' · Efstatios Aloneftis 78' | 4-12-1raport | Bułgaria · Dimityr Berbatow 45' | Stadion im. Antonisa Papadopoulosa, Larnaka Widzów: 3,700 Sędzia: Paul Allaerts |
|                                                  |                                                                                                |              |                                 |                                                                                 |

Ostatni mecz Bułgarów w eliminacjach do mundialu 2010 nie mógł wpłynąć na układ tabeli. Awans z pierwszego miejsca wywalczyli już Włosi, zaś do barażów awansowali Irlandczycy. Jednakże, spotkanie z Gruzinami było o tyle istotne, że – po wysokiej porażce z Cyprem – zagrożona była pozycja selekcjonera Stanimira Stoiłowa. Trener dobrym wynikiem w zamykającym kwalifikacje meczu miał udowodnić, że jest w stanie skutecznie prowadzić kadrę w kolejnych eliminacjach.
| 14 października 2009 eliminacje do mundialu 2010 | Bułgaria · Dimityr Berbatow 6' 23' 35' · Martin Petrow 14' 44' · Stanisław Angełow 31' | 6-26-1raport | Gruzja · Władimir Dwaliszwili 34' · Lewan Kobiaszwili 50' | Stadion Narodowy im. Wasiła Lewskiego, Sofia Sędzia: Kristinn Jakobsson |
|                                                  |                                                                                        |              |                                                           |                                                                         |

### Mecz towarzyski z Maltą i rekord Berbatowa
Pożegnalne spotkanie Bułgarów w roku 2009 odbyło się nieco w cieniu nasilających się głosów opinii publicznej o konieczności zmiany selekcjonera przed eliminacjami do Euro 2012, a także meczów barażowych do mundialu. Szczególnie duże emocje wywołała konfrontacja Irlandczyków, którzy wcześniej wyprzedzili Bułgarię w grupie, z Francuzami. Po wyrównanym dwumeczu do mistrzostw awansowali ci ostatni, wicemistrzowie świata z 2006 roku. Jednakże kontrowersje wzbudził sposób zdobycia decydującej bramki w drugim spotkaniu: gola strzelił William Gallas po podaniu Thierry’ego Henry’ego, który zagrał piłkę ręką.
Jeśli idzie o kwestię zmiany selekcjonera, to trenerowi kadry zarzucano przede wszystkim obdarzanie przesadnym zaufaniem trzech liderów (Dimityr Berbatow, Stilijan Petrow i Martin Petrow) oraz, szczególnie w pierwszej fazie eliminacji, blokowanie młodszym zawodnikom dostępu do kadry. W bułgarskiej prasie pojawiły się nawet informacje, że Stoiłow sam poda się do dymisji i powróci do pracy w Lewskim Sofia. Wśród potencjalnych kandydatów na jego następcę znaleźli się m.in. Paweł Doczew, trener od lat pracujący w Niemczech, którego oficjalnie poparł Krasimir Bałykow; Serb Ljubomir Petrović, o którym jako potencjalnym selekcjonerze pisała serbska prasa; Argentyńczyk Héctor Cúper oraz – podobnie jak w 2007 i 2008 roku – były szkoleniowiec Chelsea F.C. Izraelczyk Awraham Grant. Ostatecznie jednak z rozmów z zagranicznymi trenerami nic nie wyszło i Stanimir Stoiłow pozostał na swoim stanowisku.
Początkowo Bułgarzy w listopadzie mieli rozegrać dwa mecze: z Boliwią i Maltą. Jednak niecałe dwa tygodnie przed pierwszy spotkaniem działacze boliwijscy zrezygnowali ze sparingu, tłumacząc się zbyt dużymi wydatkami na pokrycie kosztów podróży do Sofii. Zamiast meczu z Boliwijczykami Bułgaria rozegrał nieoficjalne spotkanie ze zdobywcą Pucharu UEFA Szachtarem Donieck (0:0). Za to drugi mecz, z Maltą, doszedł do skutku. Z powodu kontuzji nie wystąpił w nim Martin Petrow, który kilka dni wcześniej podpisał nowy kontrakt z Manchesterem City. Ponadto bułgarska prasa w przededniu meczu doniosła o nasilającym się konflikcie w kadrze między kapitanem Berbatowem a Błagojem Georgijewem. Mimo dużego zamieszania medialnego, reprezentacja wygrała 4:1 po golach Walerego Bożinowa, dwu Berbatowa i jednym Georgijewa.
Wydaje się, że najistotniejszymi wydarzeniami związanymi z tym meczem są: pobicie rekordu strzeleckiego przez Berbatowa oraz rezygnacja z gry w kadrze bramkarza Dimityra Iwankowa. Berbatow, strzeląc dwa gole, wyprzedził w klasyfikacji najlepszych strzelców reprezentacji Christo Bonewa, który zajmował pierwszą pozycję od lat 70. Prezes Bułgarskiego Związku Piłki Nożnej Borisława Michajłowa życzył zawodnikowi Manchesteru United zdobycia stu goli. Natomiast 34-letni Iwankow zrezygnował po jedenastu latach występów w reprezentacji. Najpewniej jego następcą zostanie Nikołaj Michajłow, który przyznał, że jest gotowy do objęcia numeru jeden w drużynie narodowej.
| 18 listopada 2009 mecz towarzyski | Malta · Michael Mifsud 46' | 1-40-1 | Bułgaria · Waleri Bożinow 5' · Dimityr Berbatow 75' 82' · Błagoj Georgiew 80' | Hibernians Ground, Paola Widzów: 1,500 Sędzia: Nijhuis Sab |
|                                   |                            |        |                                                                               |                                                            |

## Tabela końcowa
| Poz. | Reprezentacja | M  | Pkt. | Mecze | Mecze | Mecze | Bramki | Bramki |
| Poz. | Reprezentacja | M  | Pkt. | zw.   | rem.  | por.  | zdob.  | str.   |
| ---- | ------------- | -- | ---- | ----- | ----- | ----- | ------ | ------ |
| 1    | ↑ WŁOCHY      | 10 | 24   | 7     | 3     | 0     | 18     | 7      |
| 2    | b IRLANDIA    | 10 | 18   | 4     | 6     | 0     | 12     | 8      |
| 3    | Bułgaria      | 10 | 14   | 3     | 5     | 2     | 17     | 13     |
| 4    | Cypr          | 10 | 9    | 2     | 3     | 5     | 14     | 16     |
| 5    | Czarnogóra    | 10 | 9    | 1     | 6     | 3     | 9      | 14     |
| 6    | Gruzja        | 10 | 3    | 0     | 3     | 7     | 7      | 19     |

## W rankingu FIFA
| rok  | styczeń | luty | marzec | kwiecień | maj | czerwiec | lipiec | sierpień | wrzesień | październik | listopad | grudzień | średnia |
| ---- | ------- | ---- | ------ | -------- | --- | -------- | ------ | -------- | -------- | ----------- | -------- | -------- | ------- |
| 2008 | 18.     | 19.  | 19.    | 18.      | 18. | 18.      | 17.    | 17.      | 16.      | 15.         | 16.      | 27.      | 18.     |
| 2009 | 28.     | 26.  | 27.    | 20.      | 20. | 23.      | 23.    | 23.      | 19.      | 23.         | 27.      | 30.      | 24.     |

## Kadra
W zestawieniu uwzględniono piłkarzy, którzy brali udział w meczach eliminacyjnych do mundialu 2010.
| Poz | Imię i nazwisko      | Data ur    | Wiek[105] | Klub(y)                        | el.MŚ CZA 2:2 | el.MŚ ITA 0:0 | el.MŚ GRU 0:0 | el.MŚ IRL 1:1 | el.MŚ CYP 2:0 | el.MŚ IRL 1:1 | el.MŚ CZA 4:1 | el.MŚ ITA 0:2 | el.MŚ CYP 1:4 | el.MŚ GRU |
| --- | -------------------- | ---------- | --------- | ------------------------------ | ------------- | ------------- | ------------- | ------------- | ------------- | ------------- | ------------- | ------------- | ------------- | --------- |
| B   | Dimityr Iwankow      | 30.10.1975 | 32        | Bursaspor                      | x             | x             |               | x             | x             | x             | x             | x             | 68            | kont.     |
| B   | Georgi Petkow        | 14.03.1976 | 32        | Lewski Sofia                   |               |               | x             |               |               |               |               |               | kont.         | kont.     |
| B   | Nikołaj Michajłow    | 28.06.1988 | 20        | FC Twente                      |               |               |               |               |               |               |               |               | -68           |           |
| O/P | Stanisław Angełow    | 04.12.1978 | 29        | Energie Cottbus                | 81            | v             | -56           | x             | x             | x             | x             | x             | x             |           |
| O   | Walentin Iliew       | 16.09.1980 | 28        | Terek Grozny                   | x             | x             | x             |               |               |               |               |               |               |           |
| O   | Iwan Iwanow          | 25.02.1988 | 20        | CSKA Sofia                     |               | -37           | x             |               |               |               |               |               | x             |           |
| O   | Radostin Kisziszew   | 30.07.1974 | 34        | Leicester City / Liteks Łowecz |               |               |               | -24           | x             | x             | xb            | x             |               |           |
| O   | Kirił Kotew          | 08.04.1982 | 27        | CSKA Sofia                     |               |               |               |               |               |               | 46            |               |               |           |
| O   | Stanisław Manolew    | 16.12.1985 | 22        | Liteks Łowecz / PSV Eindhoven  |               |               |               | x             | x             | v             | x             | x             | kont.         | kont.     |
| O   | Żiwko Milanow        | 15.07.1984 | 24        | Lewski Sofia                   | 48            | x             | x             | 24            | kont.         | x             | kont.         | kont.         | kont.         | kont.     |
| O   | Płamen Nikołow       | 12.06.1985 | 23        | Liteks Łowecz                  |               |               |               |               |               |               |               |               | x             |           |
| O   | Ilian Stojanow       | 20.01.1977 | 31        | Sanfrecce Hiroszima            |               |               |               | x             | x             | x             | x             | x             |               |           |
| O   | Kostadin Stojanow    | 26.05.1986 | 22        | CSKA Sofia                     |               |               |               |               |               |               |               |               | x             |           |
| O   | Igor Tomašić         | 04.12.1976 | 31        | Maccabi Tel Awiw               | -48           | kon           | iec[106]      | x             | x             | x             |               |               |               |           |
| O   | Aleksandyr Tunczew   | 10.07.1981 | 27        | Leicester City                 | x             | x             | x             | kont.         | kont.         | kont.         |               |               | kont.         | kont.     |
| O   | Lucio Wagner         | 15.06.1976 | 32        | Lewski Sofia                   |               | 37            | kont.         | k             | o             | n             | i             | e             | c[107]        | –         |
| P/N | Welizar Dimitrow     | 13.04.1979 | 29        | Metałurh Donieck               | x             | x             | 73            | -46           | -62           | -82           |               |               |               |           |
| P   | Stanisław Genczew    | 02.03.1981 | 27        | FC Vaslui                      | 66            |               |               |               |               |               |               |               |               |           |
| P   | Błagoj Georgiew      | 21.12.1981 | 26        | Slawia Sofia / Terek Grozny    | -66b          | x             | x             | 66            | x             | -61           | -76;82        | -63           | x             |           |
| P   | Kosta Janew          | 27.04.1983 | 25        | OFK Sliwen 2000 / CSKA Sofia   |               |               |               |               |               |               |               |               | -68           |           |
| P   | Czawdar Jankow       | 29.03.1984 | 24        | Hannover 96 / MSV Duisburg     | -40           | x             | 56            |               |               |               | x             | 73            |               |           |
| P   | Weselin Minew        | 14.10.1980 | 28        | Lewski Sofia                   |               |               |               |               |               |               |               |               | x             |           |
| P/N | Martin Petrow        | 15.01.1979 | 29        | Manchester City                | kont.         | 90            | 29            | kont.         | kont.         | 61            | 76            | 63            | x             |           |
| P   | Stilijan Petrow      | 05.07.1979 | 29        | Aston Villa                    | xb            | x             | x             | x             | x             | x             | x             | x             | 68            |           |
| P/N | Iwelin Popow         | 26.10.1987 | 20        | Liteks Łowecz                  | 40            | -90           | -29           | 46            | 74b           |               |               |               |               |           |
| P   | Georgi Sarmow        | 07.09.1985 | 24        | Lewski Sofia                   |               |               |               |               |               |               |               | x             | kont.         | kont.     |
| P   | Dimityr Tełkijski    | 05.05.1977 | 31        | Hapoel Tel Awiw / Amkar Perm   |               |               |               | x             | 62            | 82b           | -46b          | kont.         |               |           |
| P   | Jordan Todorow       | 21.07.1981 | 27        | CSKA Sofia                     |               |               |               |               | -74           |               |               |               |               |           |
| N   | Dimityr Berbatow (C) | 30.01.1981 | 27        | Manchester United              | x             | x             | x             | kont.         | kont.         | x             | xb            | x             | xb            |           |
| N   | Waleri Bożinow       | 15.02.1986 | 22        | Manchester City / AC Parma     | kont.         |               |               | kont.         | kont.         | 59            |               | -63           | 63            |           |
| N   | Waleri Domowczijski  | 10.05.1986 | 23        | Hertha BSC                     |               |               |               |               |               |               | -82b          | -73           | -63           |           |
| N   | Zdrawko Łazarow      | 20.02.1976 | 32        | CSKA Sofia                     | x             |               |               |               |               |               |               |               |               |           |
| N   | Dimityr Makrijew     | 07.01.1984 | 24        | NK Maribor / F.C. Ashdod       |               |               |               | -66           | -89b          | -59           |               |               |               |           |
| N   | Dimityr Rangełow     | 07.03.1983 | 25        | Energie Cottbus                |               |               | -73           | x             | 89            |               | x             | 63            |               |           |